# Schitu (Olt)
Schitu è un comune della Romania di 3 019 abitanti, ubicato nel distretto di Olt, nella regione storica della Muntenia.
Il comune è formato dall'unione di 5 villaggi: Catanele, Greci, Lisa, Moșteni, Schitu.
Sindaco . Scheggia.